# Sì
Pour les articles homonymes, voir SI.
Chansons représentant l'Italie au Concours Eurovision de la chanson
Chi sarà con te (Massimo Ranieri) 
(1973) Era (Wess & Dori Ghezzi) 
(1975)
Sì (« Oui ») est une chanson interprétée par Gigliola Cinquetti, parue sur l'album Gigliola Cinquetti en 1974 et sortie en 45 tours la même année.
C'est la chanson sélectionnée pour représenter l'Italie au Concours Eurovision de la chanson 1974 qui se déroulait à Brighton, Angleterre, au Royaume-Uni. C'est la deuxième fois que Gigliola Cinquetti participe à l'Eurovision, dix ans après sa participation pour l'Italie en 1964 avec la chanson lauréate Non ho l'età. Elle retournera également en 1991 en tant que présentatrice aux côtés de Toto Cutugno.
La chanson a également été enregistrée par Gigliola Cinquetti en allemand sous le titre Ja, en anglais sous le titre Go (Before You Break My Heart) (« Va-t'en (avant que tu brises mon cœur) »), en espagnol sous le titre Sí ainsi qu'en français sous le titre Lui.

## À l'Eurovision
Elle est intégralement interprétée en italien, langue nationale de l'Italie, le choix de la langue étant toutefois libre entre 1973 et 1976. L'orchestre est dirigé par Gianfranco Monaldi (it).
C'est la 17e et dernière chanson interprétée lors de la soirée, suivant E depois do adeus de Paulo de Carvalho pour le Portugal. À la fin du vote, Sì termine 2e sur 17 chansons, obtenant 18 points.

## Liste des titres
Singles de Gigliola Cinquetti
L'edera
(1974) Si on voulait
(1974)
| A1. | Sì                  | Mario Panzeri, Daniele Pace, Lorenzo Pilat, Corrado Conti | Mario Panzeri, Daniele Pace, Lorenzo Pilat, Corrado Conti | 3:33 |
| B1. | Il pappagallo verde | Mario Panzeri, Daniele Pace                               | Mario Panzeri, Daniele Pace                               | 1:41 |

## Classements

### Classements hebdomadaires
| Classement (1974)                                                                  | Meilleure position |
| ---------------------------------------------------------------------------------- | ------------------ |
| Allemagne (Media Control AG)                                                       | 13                 |
| Allemagne (Media Control AG) Ja (version en allemand)                              | 45                 |
| Belgique (Flandre Ultratop 50 Singles)                                             | 30                 |
| Belgique (Wallonie Ultratop 50 Singles)                                            | 6                  |
| Royaume-Uni (UK Singles Chart) Go (Before You Break My Heart) (version en anglais) | 8                  |